# Carl Michael Ziehrer
Karl Michael Ziehrer (Viena, 2 de mayo de 1843-ib., 14 de noviembre de 1922) fue un compositor y maestro de banda militar austríaco. En su vida, fue conocido como el mayor rival de la familia Strauss, en especial de Johann Strauss hijo y de Eduard Strauss.
Músico autodidacta, de 1908 a 1918 fue el sucesor de los Strauss como director de baile de la corte vienesa.

## Biografía
El joven Ziehrer recibió de Simon Sechter su educación musical en el conservatorio de Viena, y empezó a componer en 1862. Al año siguiente (1863), el editor Carl Haslinger se fijó en él y decidió publicar sus obras. A finales del mismo año, dirigió su primer concierto en Viena, con el objetivo deseado por Haslinger de que compitiera con los hermanos Strauss (Johann II, Josef y Eduard). En 1867, asumió la dirección de una nueva orquesta vienesa, y entre 1870 y 1873 dirigió una orquesta militar, también en Viena. En este periodo de tiempo, tras la muerte de Haslinger a finales de 1868, acudió al editor Ludwig Döblinger. En 1873, pasó a dirigir otra orquesta vienesa, con la que interpretó en la Exposición Universal de 1873 (que tuvo lugar en Viena).
En su actividad como director de orquesta, Ziehrer realizó giras en Europa (Alemania, Rumania, …), y, a la cabeza de otra orquesta militar vienesa (entre 1885 y 1893), actuó en la Exposición Universal de 1893 en Chicago. De regreso a Europa, obtuvo un importante cargo en 1907, el de director de música de salón de la imperial y real corte austrohúngara (habiendo sido uno de sus predecesores Johann Strauss I), que conservó hasta 1915.
Durante la Primera Guerra Mundial, sus bienes fueron destruidos, y Ziehrer murió en 1922 en la miseria y olvidado, sin haber podido hacer frente a los Strauss. Fue enterrado en el cementerio central de Viena.

## Legado
Ziehrer fue un prolífico compositor, con 23 operetas y cerca de seiscientas piezas para orquesta (valses, polcas, marchas, mazurcas, …), algunas de las cuales están tomadas de sus operetas, como es el caso de Liebeswalzer, vals op. 537 de 1911, basado en la opereta Die Liebeswalzer, compuesta en 1908.
La película germano-austriaca Wiener Mädeln (Chicas vienesas), rodada en 1944 pero solo estrenada en 1949, está consagrada a la vida de Ziehrer. Fue realizada por Willi Forst, quien también interpretó al compositor.
Por último, dos operetas de Ziehrer han sido representadas en Broadway (Nueva York: Ein tolles Mädel (de 1907, adaptada al año siguiente con el título Mlle Mischief) y la ya mencionada Die Liebeswalzer (de 1908, adaptada en 1911 con el título The Kiss Waltz, con Robert Warwick).

## Obras
- Das liegt bei uns im Blut! polca mazurca op. 374
- Loslassen polca op. 386
- Vals Muchachas Vienesas op. 388
- Vals Ciudadanos Vieneses op. 419 (Wiener Bürger)
- Vals Aquí vienen los Caballeros op. 518 de la opereta Der Schätzmeister
- Vals Muchacha loca op. 526 de la opereta Ein Tolles Mädel!

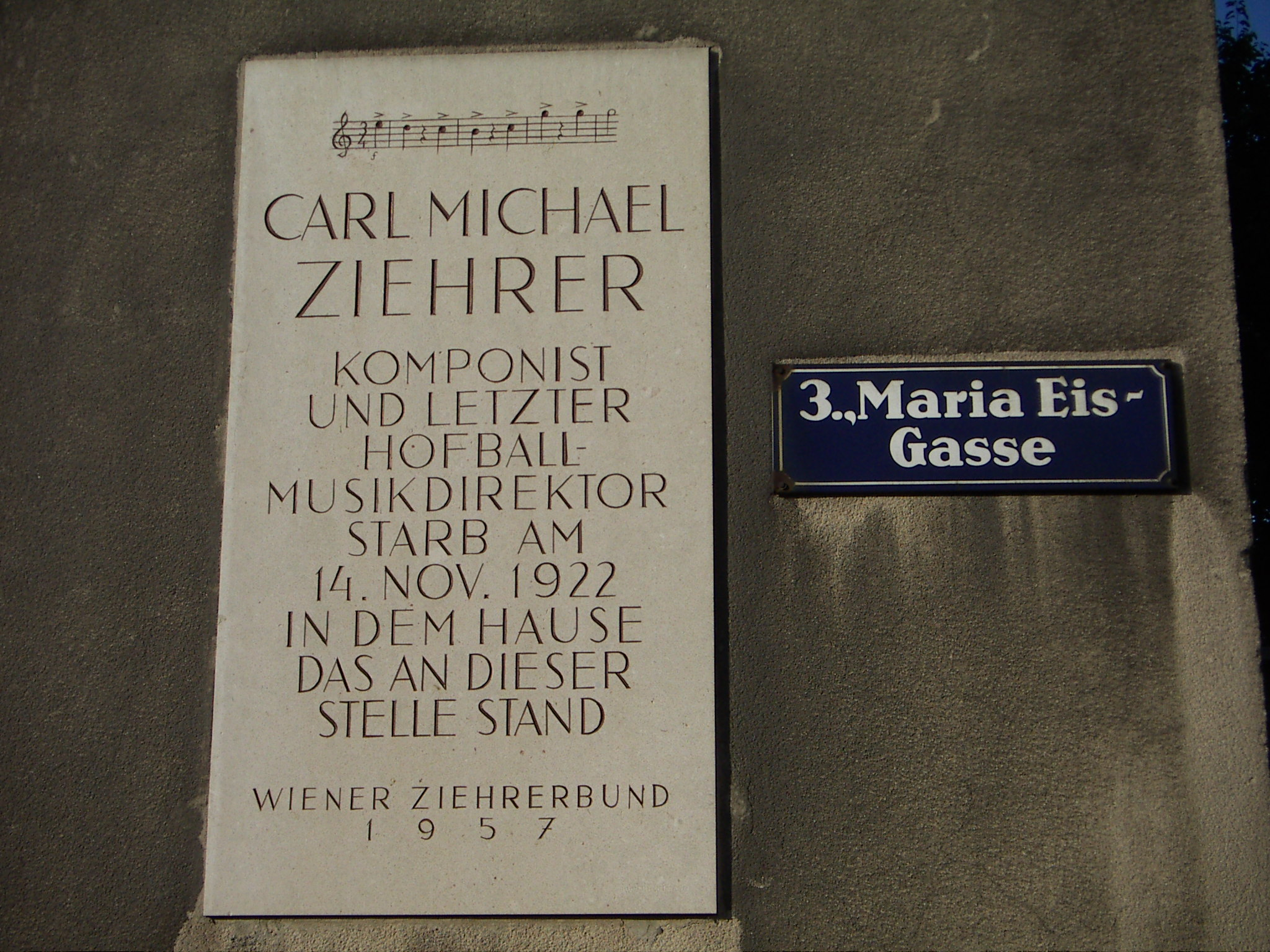
Placa conmemorativa de Ziehrer en Viena. En la parte superior están los primeros compases de su composición más conocida, Wiener Burger, (Ciudadanos vieneses).

- Niños en Carnaval.
- Vals Terciopelo y seda
- Vals Noches Ardientes

### Operetas
- König Jérôme (1878)
- Die Landstreicher (1899)
- Die drei Wünsche (1901)
- Der Fremdenführer (1902)
- Der Schätzmeister (1904)
- Fesche Geister (1905)
- Ein tolles Mädel! (1907)

## Órdenes
- Comendador de la orden de Leopoldo II.[2] ( Bélgica)
- Comendador de la orden del Mérito Civil.[2] (Reino de Bulgaria)
- Comendador de la orden del Príncipe Danilo I.[2] (Reino de Montenegro)
- Oficial de la orden de la Corona.[2] (Reino de Rumania)
- Cruz de honor de la orden de San Miguel.[2] ( Reino de Baviera)
- Caballero de cuarta clase de la orden de la Corona de Prusia.[2] (

 Reino de Prusia) 